# Byrom Bramwell

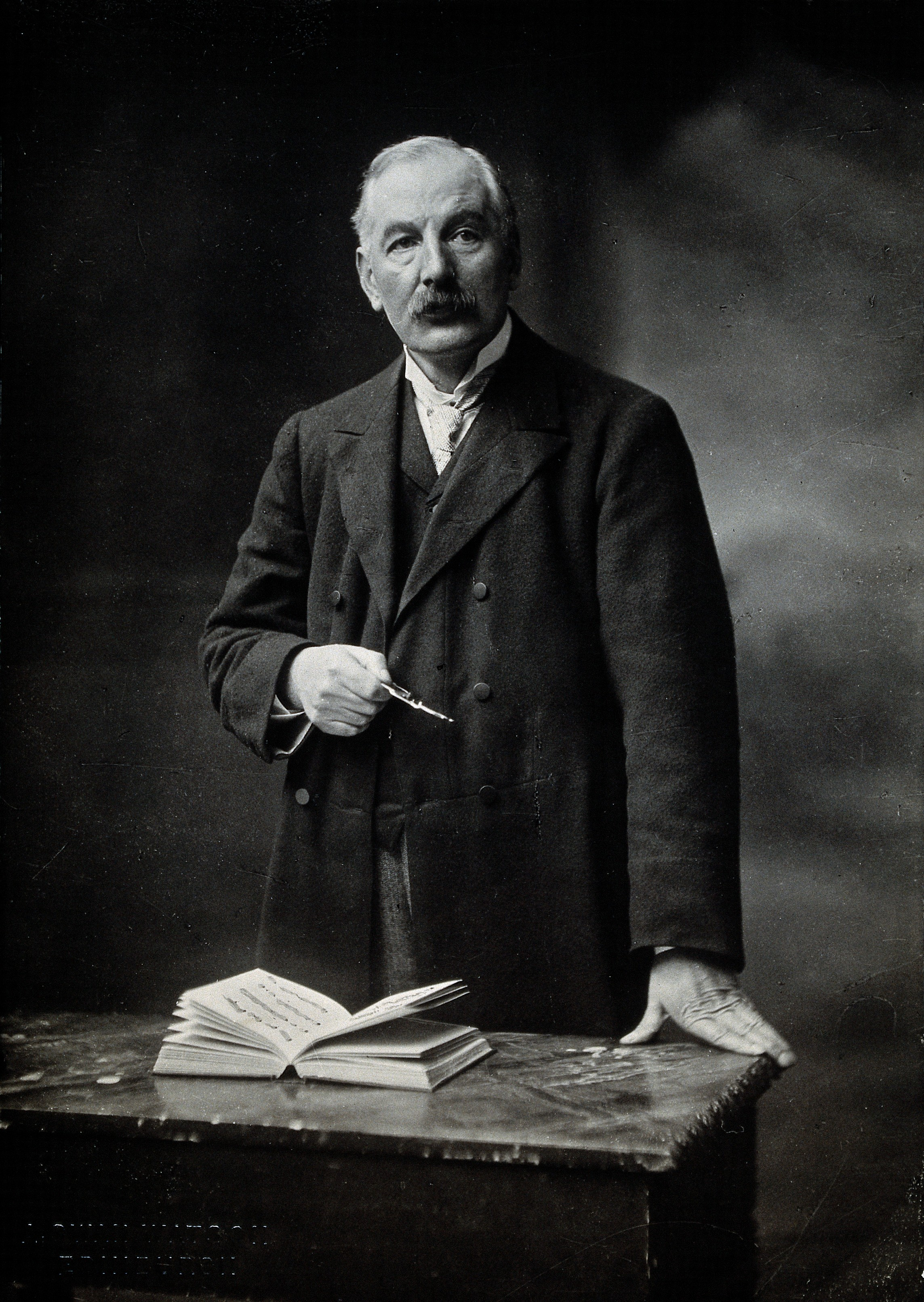
Byrom Bramwell

Sir Byrom Bramwell (* 18. Dezember 1847 in North Shields, North Tyneside, England; † 27. April 1931 in Edinburgh) war ein britischer Pathologe.

## Leben
Bramwall setzte die medizinische Tradition seiner Familie fort: Sein Vater und Großvater waren ebenso Mediziner. 1869 graduierte er mit Auszeichnung in Edinburgh und praktizierte im Anschluss in seinem Heimatort zusammen mit seinem Vater.
1871 wurde er Dozent für Gerichtsmedizin und Pathologie an der University of Durham School of Medicine in Newcastle und wurde im Jahre 1874 Arzt und Pathologe am königlichen Krankenhaus in derselben Stadt. 1877 erhielt er seinen Doktortitel für seine Arbeit mit dem Titel „Reports on clinical cases“, die ihm eine Goldmedaille einbrachte. 1879 ging er nach Edinburgh zurück, wo er als Dozent und drei Jahre am Königlichen Krankenhaus arbeitete. 1885 wurde er Assistenzarzt und 1877 zum „full physican“. Nach dem Tod von Sir Thomas Grainger Stewart kam er als Kandidat für den medizinischen Lehrstuhl an der Universität Edinburgh in Betracht, wurde aber trotz hervorragender Qualifikationen und vielfachen Empfehlungen nicht ausgewählt und führte seine Arbeit unbeirrt fort. Sein Talent wurde im Kollegenkreis sehr geschätzt und er wurde häufig konsultiert. Innerhalb von 30 Jahren veröffentlichte er etwa 160 Arbeiten.
Ruhm für seine Arbeit erhielt Bramwell erst spät, aber reichlich. Er erhielt eine Vielzahl von akademischen Ehrengraden und war Mitglied in zahlreichen britischen und internationalen Gremien. 1886 wurde er zum Fellow der Royal Society of Edinburgh gewählt. Am 28. Februar 1924 wurde er als Knight Bachelor („Sir“) geadelt.